# Батуда
Бату̀да (на италиански: Battuda, на местен диалект: Batüda, Батюда) е село и община в Северна Италия, провинция Павия, регион Ломбардия. Разположено е на 98 m надморска височина. Населението на общината е 656 души (към 2017 г.).